# Cellino San Marco
Cellino San Marco is een gemeente in de Italiaanse provincie Brindisi (regio Apulië) en telt 6804 inwoners (31-12-2004). De oppervlakte bedraagt 37,5 km², de bevolkingsdichtheid is 181 inwoners per km².

## Demografie
Cellino San Marco telt ongeveer 2541 huishoudens. Het aantal inwoners daalde in de periode 1991-2001 met 7,5% volgens cijfers uit de tienjaarlijkse volkstellingen van ISTAT.
| Jaar | Inwoneraantal |
| ---- | ------------- |
| 1991 | 7367          |
| 2001 | 6818          |

## Geografie
Cellino San Marco grenst aan de volgende gemeenten: Brindisi, Campi Salentina (LE), Guagnano (LE), San Donaci, San Pietro Vernotico, Squinzano (LE).

## Geboren
- Al Bano (1943), zanger

Brindisi · Carovigno · Ceglie Messapica · Cellino San Marco · Cisternino · Erchie · Fasano · Francavilla Fontana · Latiano · Mesagne · Oria · Ostuni · San Donaci · San Michele Salentino · San Pancrazio Salentino · San Pietro Vernotico · San Vito dei Normanni · Torchiarolo · Torre Santa Susanna · Villa Castelli
1. ↑  https://demo.istat.it/?l=it.